# Gonocerus acuteangulatus
Espèce
Gonocerus acuteangulatus est une espèce d'insectes hétéroptères (punaises) de la famille des Coreidae, de la sous-famille des Coreinae et du genre Gonocerus.

## Description
- Punaise relativement large, brun rougeâtre, qui se distingue de l’espèce Coreus marginatus par l'abdomen étroit et les extrémités latérales plus pointues du pronotum. Les nymphes ont un abdomen vert.
- Longueur de l’adulte : 11-14 mm

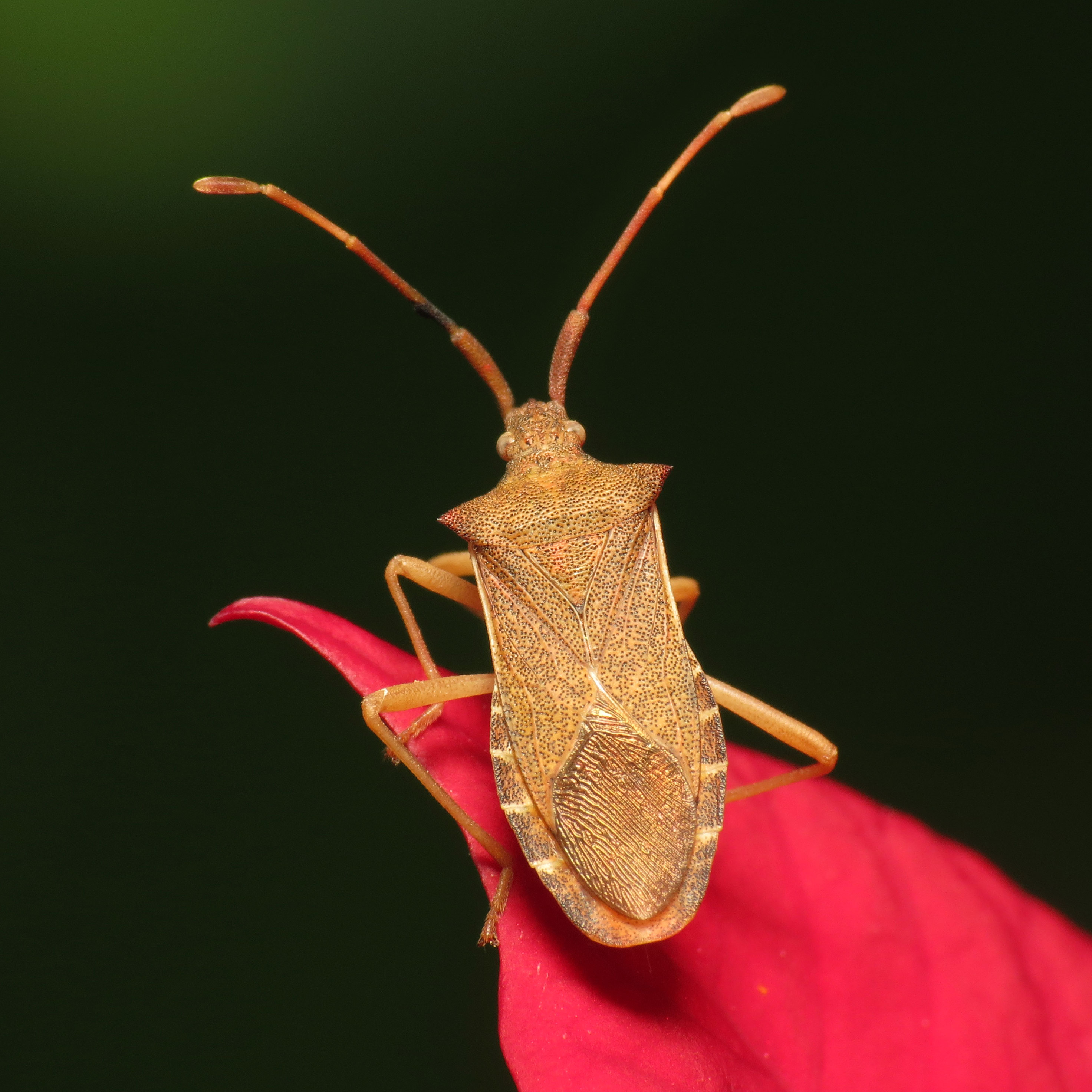
Vue dorsale d'un adulte
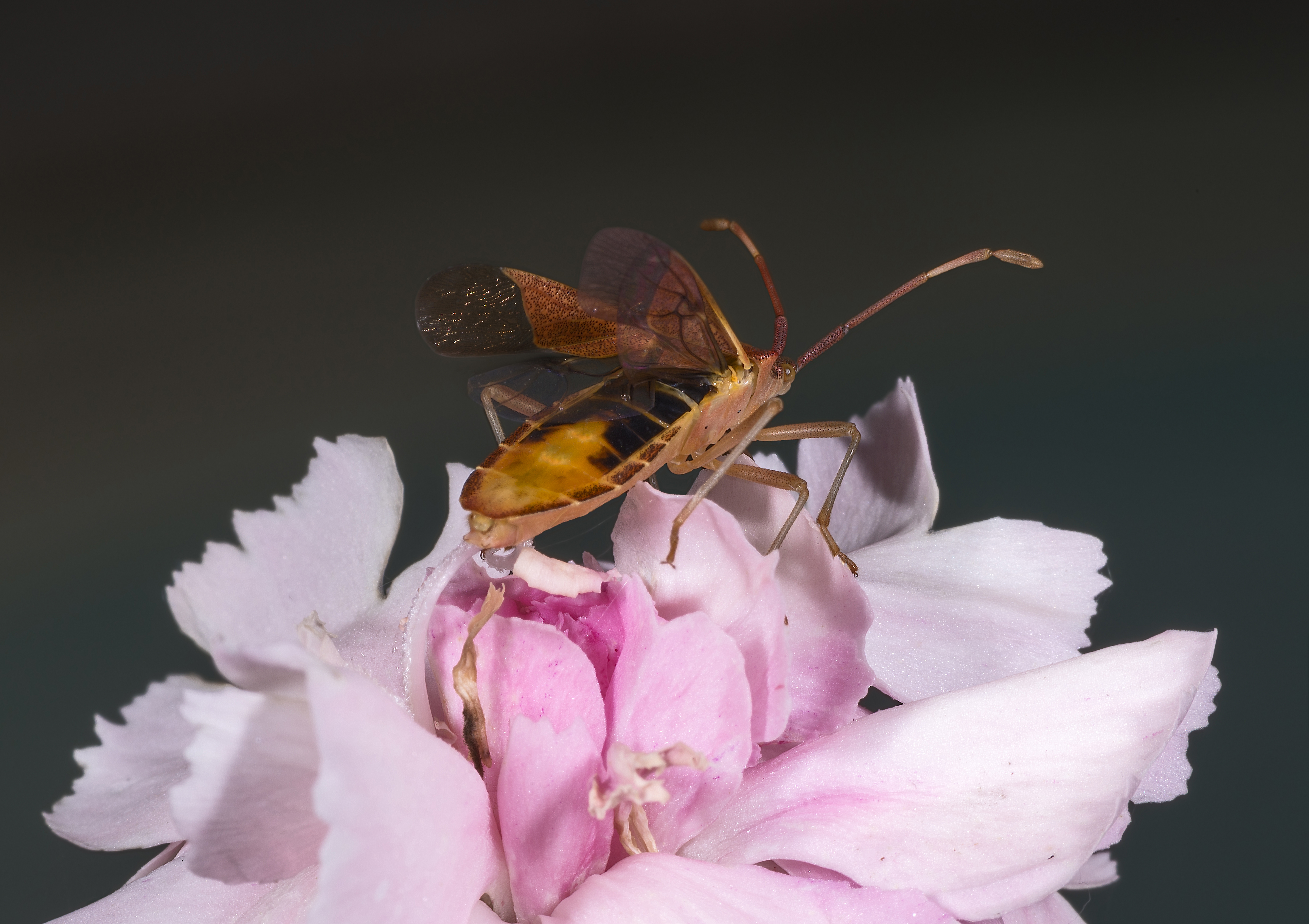
Envol sur un œillet
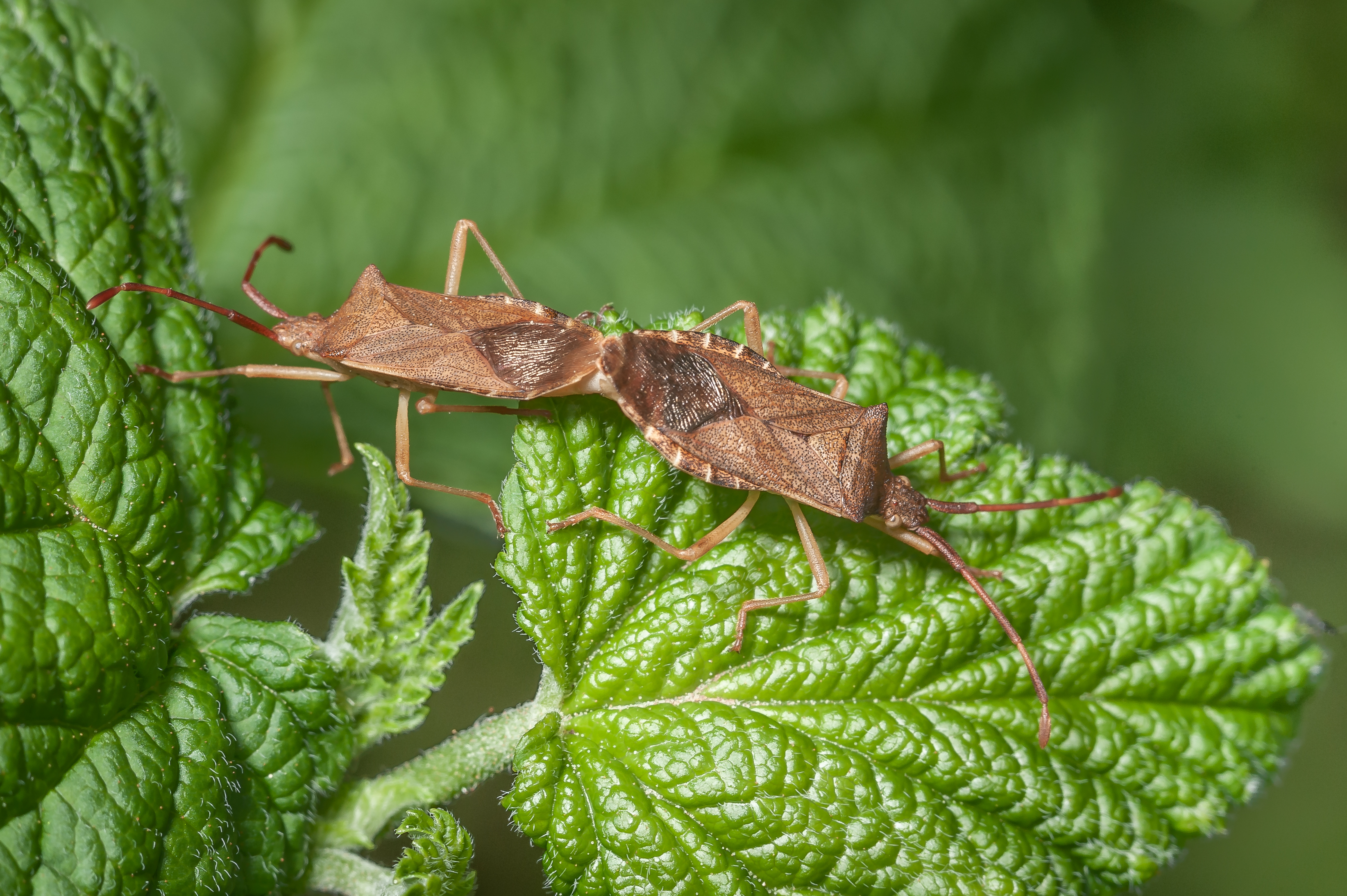
Accouplement
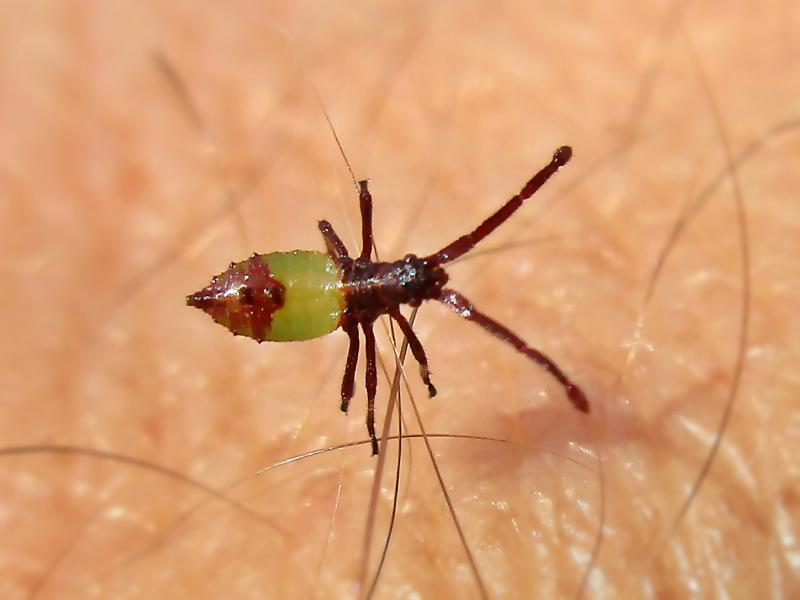
Une juvénile de stade précoce.
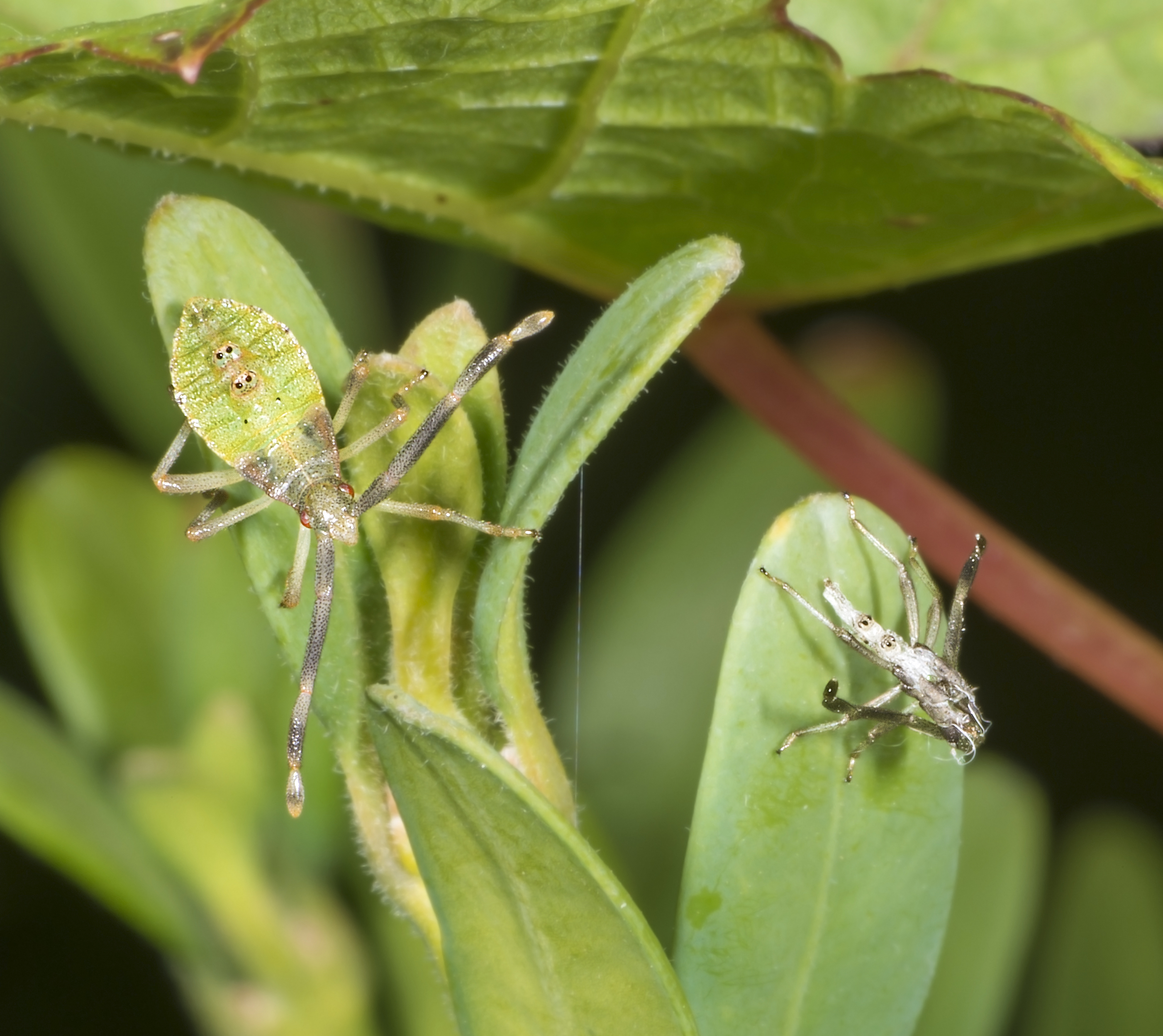
Une juvénile à côté de son exuvie
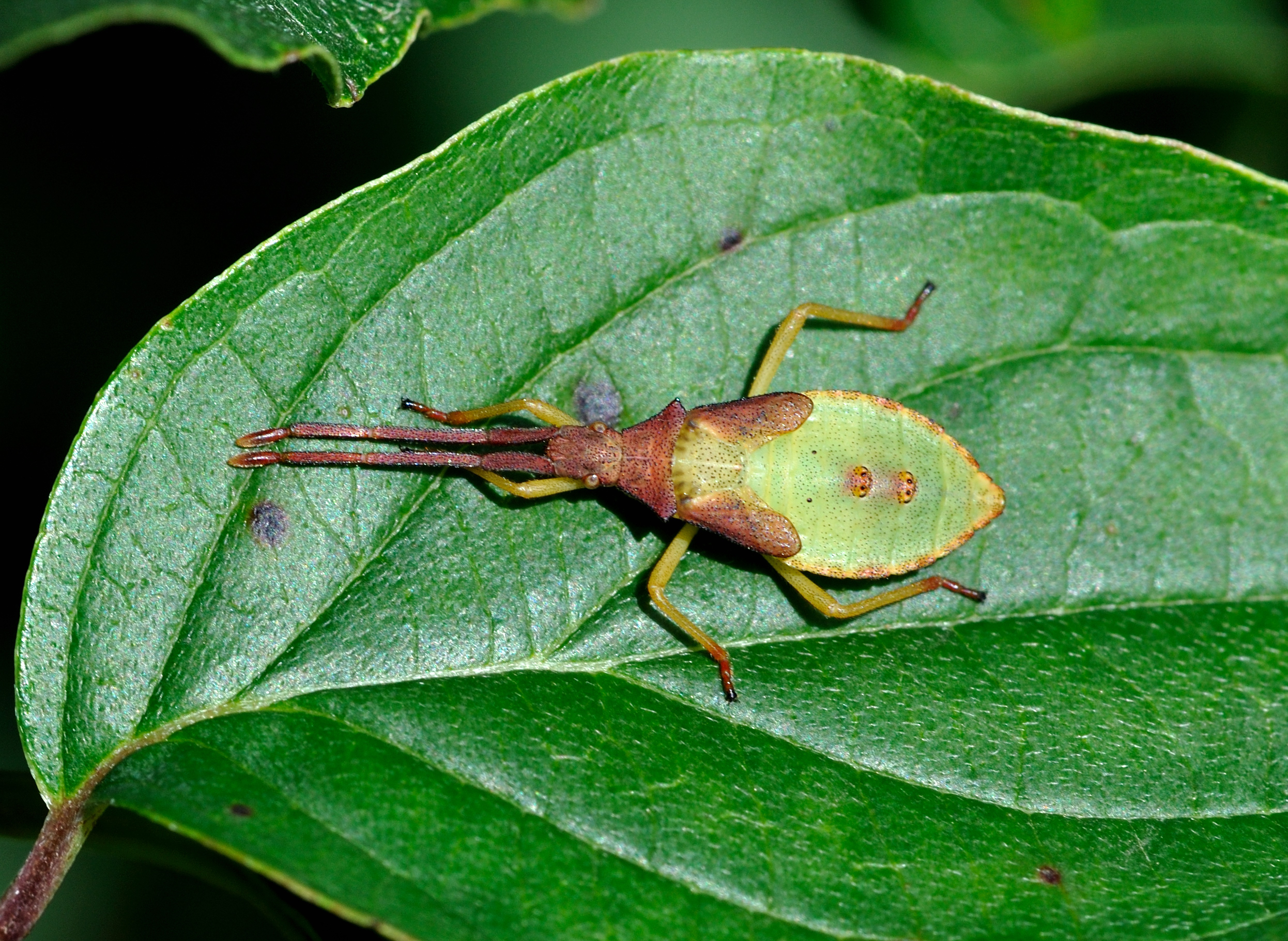
Une juvénile de dernier stade (V)

## Répartition
Gonocerus acuteangulatus est présente en Europe méridionale et centrale et jusqu'en Asie centrale.

## Biologie
Le buis est la plante-hôte la plus couramment citée, mais divers auteurs la décrivent sur de nombreux autres végétaux de diverses familles. Elle en consomme préférentiellement les fruits,. G. acuteangulatus est connu pour être un ravageur secondaire dans plusieurs pays d'Europe. En France, l'insecte s'attaque aux pommes, poires et noisettes.
Les imagos hivernent. L'accouplement a lieu en mai, les pontes s'échelonnent durant le mois de juin. Les premiers juvéniles éclosent en juin et les premiers imagos de la nouvelle génération dès la mi-août. L'espèce est univoltine.

## Historique de la classification
L'espèce Gonocerus acuteangulatus a été décrite par l'entomologiste allemand Johann August Ephraim Goeze en 1778 sous le nom initial de Cimex acuteangulatus.

### Synonymie
Liste des synonymes :
- Cimex acuteangulatus  Goeze, 1778 Protonyme
- Gonocerus luteus (Goeze, 1778)
  - Cimex luteus Goeze, 1778 Protonyme[6]
- Gonocerus acutus (Geoffroy, 1785)
  - Cimex acutus Geoffroy, 1785 Protonyme[7]
- Gonocerus ictericus (Villers, 1789)
  - Cimex ictericus Villers, 1789 Protonyme[8]
- Gonocerus acutangulus (Gmelin, 1790)[9]
- Gonocerus cinnameus (Millet de Turtaudière, 1872)
  - Syromastes cinnameus Millet de Turtaudière, 1872 Protonyme[10]
- Gonocerus crudus (Newman, 1838)
  - Coreus crudus Newman, 1838 Protonyme[11]
- Gonocerus venator (Fabricius, 1794)
  - Coreus venator Fabricius, 1794 Protonyme[12]
- Gonocerus acutangulatus Reuter, 1891[13]
- Gonocerus acutangulatus var. simulator Reuter, 1891[13]